# Homburger Hof

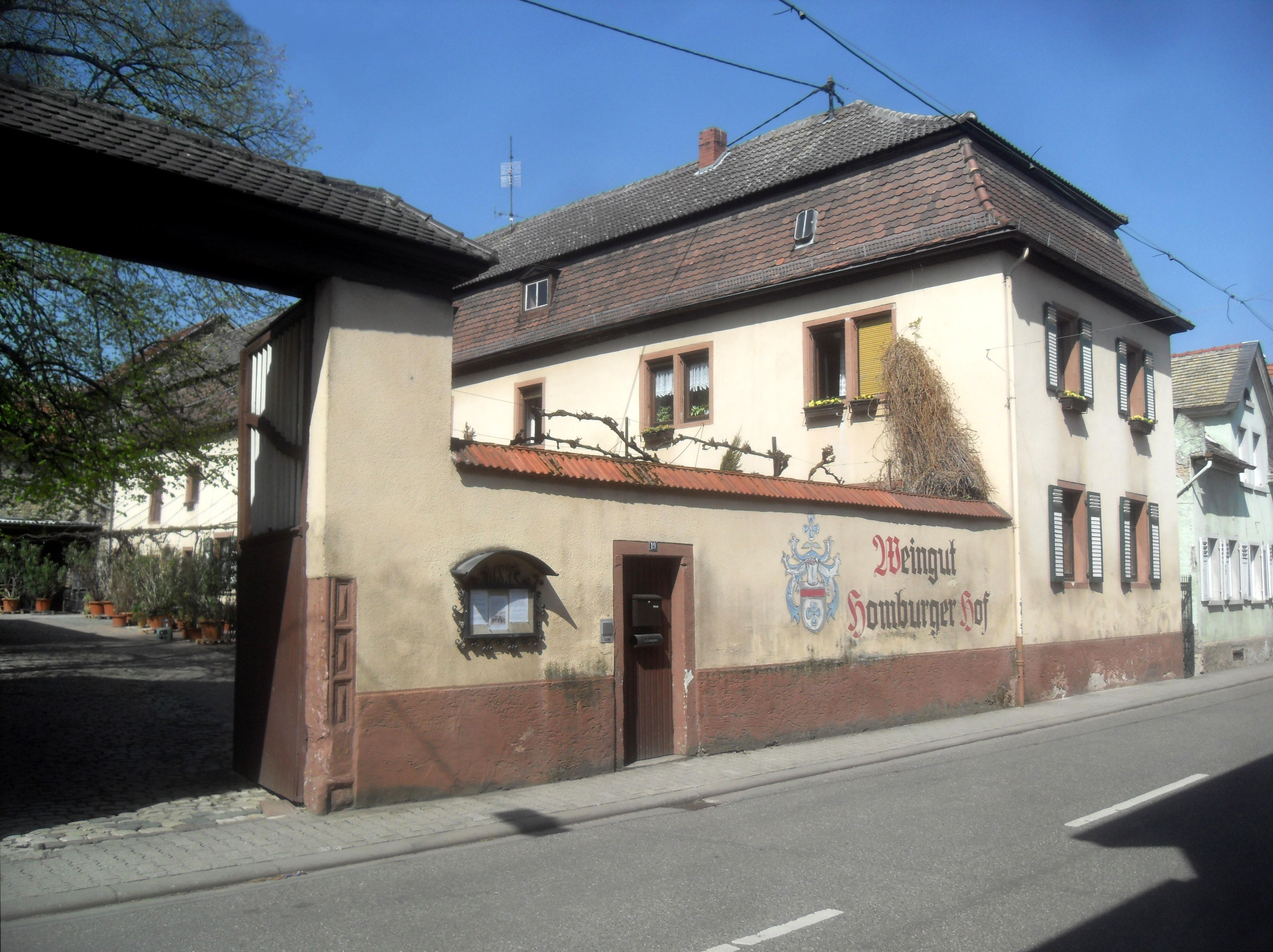
Homburger Hof

Der Homburger Hof im rheinhessischen Guntersblum war ein Gutshof mit einer bedeutenden Geschichte. Heute befindet sich auf dem Gelände des ehemaligen Homburger Hofs ein gleichnamiges Weingut. Das Anwesen gilt heute als Kulturdenkmal.

## Geschichte
Die Geschichte des Homburger Hofs geht bis in das 14. Jahrhundert zurück: Hier soll laut einer Urkunde Thilemann Schraß Äcker in Guntersblum besessen haben. Nachdem 1350 ein Ritter namens Ring von Sauwelnheim Schraß’ Tochter Catharina heiratete, vererbte er später seinen Besitz an seinen Sohn, den Gerichtsschöffen Anthis Ring. Dieser gab seinen Besitz wiederum an die Adelsfamilie Iring ab. So wird der Ehemann von Anna Iring, Hans von Zwingenberg, 1462 in einer Urkunde als Besitzer eines Feldes uff den Merssäckern genannt. Etwa 20 Jahre später, im Jahre 1483, wird schließlich ihre Tochter Eva in einer Urkunde als Grundstücksbesitzerin aufgeführt. Nachdem sie 1484 gestorben war, ging ihr Besitz an ihren Mann Simon Leifried von Heppenheim über. Nachdem dieser wiederum am 16. Februar 1553 starb, vererbte er seinen Besitz an den Ehemann, Philipp von Molsberg, seiner verstorbenen Schwester Anna. Nachdem dieser 1569 in Bodenheim gestorben war, wurde das Grundstück an seine Enkelin Maria von Molsberg und ihren Ehemann Johann Friedrich von Wachenheim vererbt. Ab sofort nannte man das Gut Wachenheimisches Gut. Nachdem Maria von Molsberg am 14. März 1659 starb, ging der Besitz des Grundstückes an ihren Neffen, den hochfürstlich hessen-darmstädtischen Kammerrat, Haus-, Hof- und Oberjägermeister Heinrich Ludwig von Bobenhausen.
Nachdem Ende des 17. Jahrhunderts unter der Verantwortung des französischen Königs Ludwig XIV. große Teile des linksrheinischen Gebietes infolge der Reunionspolitik annektiert wurden, verkauften Heinrich Ludwig von Bobenhausen und der hochfürstliche Hofjunker und Capitaine Lieutenant Johann Wilhelm von Burckhausen ihren adligen Besitz in Guntersblum für 3.000 Gulden an Anna von Wages. Laut einer Urkunde vom Dezember 1685 soll ihr Anwesen nun eine Scheune, Stallungen, ein Kelterhaus und einen Garten umfassen. Des Weiteren soll das Anwesen in der Holdergasse liegen und im Süden begrenzt von dem Grundstück des Oberschultheiß Jost Wilhelm Walter, im Norden begrenzt von dem Anwesen des Dalberger Hofs und im Westen begrenzt von dem Grundstück von Johann Paul Kolter sein. Außerdem soll das Anna von Wages Grundstück 66 Morgen Äcker, 71 Morgen Wiesen, 16 Morgen Waldungen, 10 Morgen Weingärten und 9 Morgen Gärten umfasst haben. Zudem kaufte von Wages 1686 zusätzlich 47 Morgen Äcker und Wiesen in Guntersblum von Weiprecht von Gemmingen.
Als schließlich die Franzosen während ihrer Herrschaft immer mehr in Guntersblum wüteten, war im Februar 1695 der Schaden an dem Anwesen von Anna von Wages so groß, dass sie es für 4.200 Gulden an den Baron Johann Wilhelm Moser von Vilseck verkaufen musste. Dieser verkaufte es wiederum im März 1704 für 6.000 Gulden an den Grafen Carl Ludwig von Leiningen-Dagsburg-Falkenburg. Er kaufte das Anwesen zwecks seiner Hochzeitsfeier mit Anna Sabina Freifrau von Nostitz. Kurz darauf veranlasste er, auf dem Grundstück ein Schloss von Steinen auffgeführt zu bauen. Doch nachdem Carl Ludwig von Leiningen-Dagsburg-Falkenburg bereits fünf Jahre später im Alter von 29 Jahren gestorben war, konnte man nur den Rohbau des Gebäudes fertigstellen. Infolge des Todes ihres Mannes und ihre damit verbundene Zahlungsunfähigkeit war sie schließlich 1717 dazu gezwungen, das Anwesen für 16.500 Gulden an Carl von Venningen zu verkaufen. Doch auch er verstarb kurze Zeit später, nachdem er den ersten Anteil von 1.500 Gulden bezahlt hatte. Nachdem seine Erben sich vom Kauf des Grundstückes zurückziehen wollten, klagte Anna Sabina von Leiningen gegen die Entscheidung der Erben. Als sie schließlich 1722 Recht bekam, übernahmen die Nachkommen von Carl von Venningen, seine verwitwete Frau und seine Tochter, den Besitz des Anwesens.
Nachdem seine Tochter Helena Elisabetha Juliana von Venningen den Innenausbau vornehmen ließ, verkaufte sie 1733 das Grundstück an den neuen Ortsherrn in Guntersblum, an den 23-jährigen Grafen Emich Ludwig von Leiningen-Dagsburg-Falkenburg. Als ein Gericht 1746 ein Gutachten wegen einer Rechtsstreitigkeit zwischen Emich Ludwig von Leiningen-Dagsburg-Falkenburg und der früheren Besitzerin Helena Elisabetha Juliana von Venningen vornehmen ließ, wurde das Anwesen schließlich mit einem Nebenhaus, drei Scheunen, mit einem Kuhstall, einem Schweinestall, einem Pferdestall, einer Kelter, einem Kutschenhaus, einer Waschküche, einem drei Morgen umfassenden Garten und einem Baum- und Genussgarten beschrieben. Außerdem sei das Anwesen alt und nicht gar zu wohl conditioniert. Nachdem sich schließlich auch Emich Ludwig von Leiningen-Dagsburg-Falkenburg verschuldet hatte, musste er das Grundstück 1749 an den Justizrat und Resident Franz Jacob von Sachs verkaufen. Der reiche Besitzer Franz Jacob von Sachs ließ in den folgenden Jahren zahlreiche Sanierungsarbeiten und Neubauten auf dem Grundstück des heutigen Homburger Hofs vornehmen. So ließ er ab 1750 das marode Wohnhaus renovieren und errichtete zudem weitere Gebäude auf dem mittlerweile 200 Morgen großen Grundstück.
Als schließlich 1768 Franz Jacob von Sachs im Alter von 58 Jahren starb, hinterließ er seiner Witwe einen Schuldenberg. Nachdem sie die Schulden nicht zurückzahlen konnte, musste sie 1771 Konkurs anmelden. Anschließend wurde das Sachsische sog. Homburger Hofguth durch das gräflich-leiningische Amt mit 18.605 Gulden und die Gebäude mit 4.570 Gulden taxiert. Nachdem Anfang 1772 eine Auktion durchgeführt wurde, wurde die Familie Lincker neuer Eigentümer des Anwesens, das für ihren Erwerb 27.000 Gulden bezahlte. Als im Folgenden Graf Wilhelm Carl von Leiningen-Guntersblum die Guntersblumer Ortsherrschaft übernahm, kaufte er den Homburger Hof von Franz von Lincker für 27.000 Gulden. Nachdem Wilhelm Carl von Leiningen-Guntersblum zuerst die Renovierung des zum Homburger Hof gehörenden Schloss in Angriff nahm, entschied er sich 1788 für den Bau eines neuen Schlosses. Das alte Schloss auf dem Grundstück des Homburger Hofs wurde im Folgenden als Gästehaus benutzt. 1828 wurde der Homburger Hof schließlich in viele Teile aufgeteilt und ohne das alte Schloss mit dem Garten verkauft. Die folgenden Besitzer des stark verkleinerten Homburger Hofs, bestehend aus einem einstöckigt(en) Haus (mit) Hofreit, Zugehör und Garten, waren ab jetzt Moses und Joseph Salm. Nachdem sie 1831 das Anwesen an Georg Wilhelm Küstner verkauften, übernahm zwei Jahre später sein Sohn den Besitz des Homburger Hofs. Im Folgenden wurden der Gutshof des Homburger Hofs zur Betreibung einer Mälzerei genutzt, bevor Anfang des 20. Jahrhunderts die Gebäude zum Betrieb eines Weingutes in Anspruch genommen wurden.

## Lage
Der Homburger Hof befindet sich im Guntersblumer Ortskern. Wenige Meter südlich des Homburger Hofs befindet sich die Guntersblumer katholische Kirche und das Leininger Schloss. Zudem befindet sich nur einige hundert Meter nordwestlich die evangelische Kirche, und nur wenige hundert Meter nördlich befinden sich das zweite Guntersblumer Schloss, das heutige Schlossgut Schmitt und der ehemalige Deutschherrenhof. Des Weiteren sind der Guntersblumer Kellerweg und der Julianenbrunnen nur wenige hundert Meter in westlicher Richtung entfernt.

## Anlage

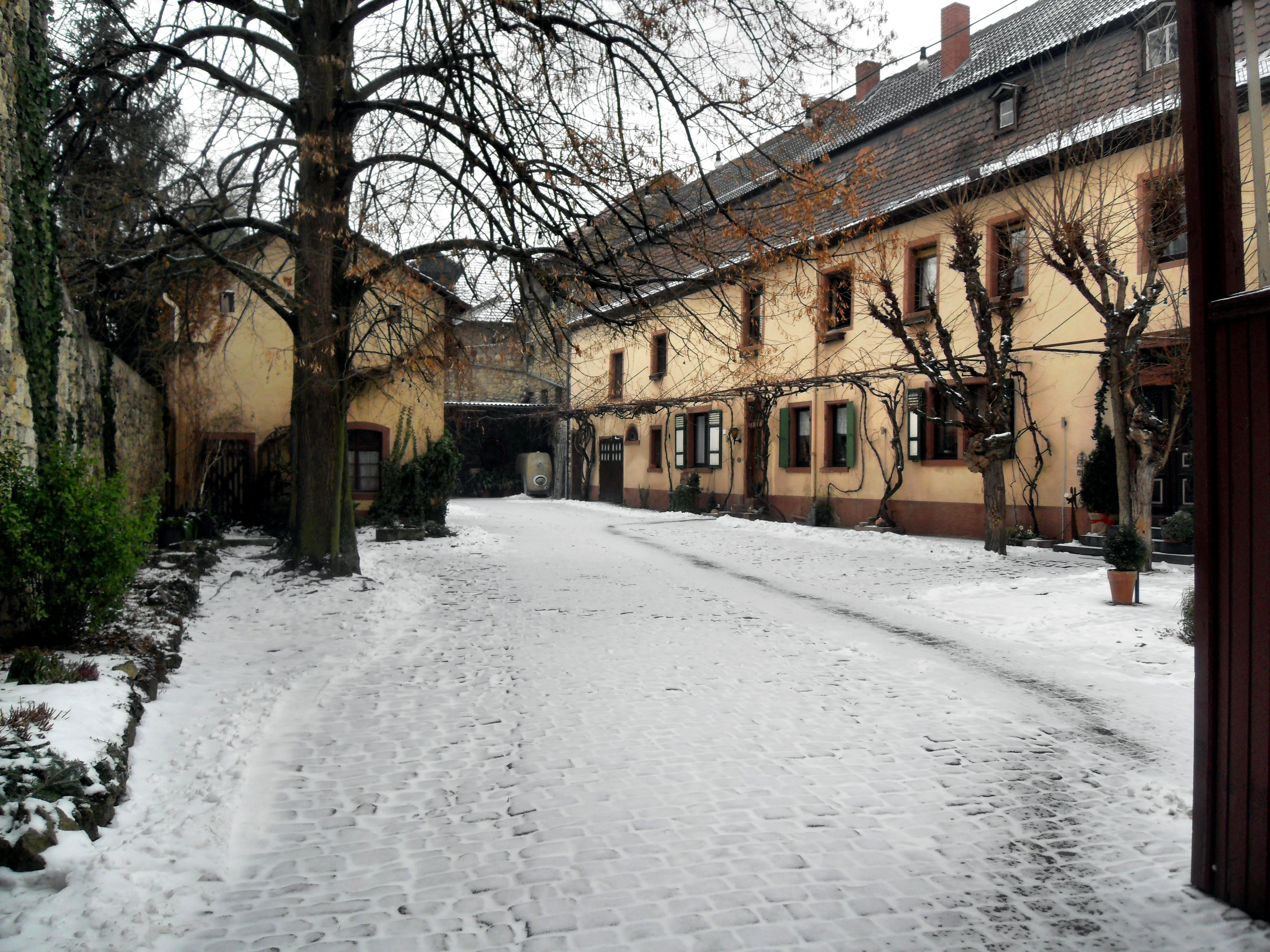
Der Hof des heutigen Weingutes Homburger Hof in Guntersblum

Der heutige Homburger Hof besitzt die Grundfläche von 87 mal 26 Metern. Auf ihr befindet sich das alte Schloss, ein Hof, ein Garten und einige Gebäude zur Betreibung des heute gleichnamigen Weinguts. Heute wird das alte Schloss als Wohngebäude für die Grundstücksbesitzer verwendet. Der Homburger Hof wird dabei in nördlicher Richtung durch zahlreiche Wohnhäuser unterschiedlicher Besitzerschaft, in östlicher Richtung durch die Alsheimer Straße (eine der Hauptstraßen Guntersblums), in südlicher Richtung durch ein ehemaliges Weingut und in westlicher Richtung durch die Guntersblumer Kleine Neustraße begrenzt.

## Heutige Nutzung
Nachdem 1936 die Familie Bluem das Anwesen kaufte, wurden die Gebäude auf dem ehemaligen Homburger Hof für den Betrieb eines Weingutes verwendet. Nach den Gebäudeschäden des Zweiten Weltkriegs wurde das Anwesen mit der heutigen Adresse Alsheimer Straße Nr. 19 in der Nachkriegszeit nach dem Zweiten Weltkrieg in Deutschland erheblich renoviert und im Weiteren mehr den Bedürfnissen eines Weingutes angepasst. 1976 übernahm schließlich Rudolf Hill das heutige Weingut Homburger Hof.